# Lễ hội Roya Phik Trok
Lễ hội Roya Phik Trok hay tết Roya Phik Trok là một lễ hội của người dân tộc Chăm. Họ bước vào ngày lễ hội này sau tháng nhịn ăn.

## Thời gian
Lễ hội diễn ra trong ba ngày 1 đến 3 tháng 10 Hồi lịch.

## Lễ tết
Ngoài mục đích bố thí cho người nghèo, trong các ngày này bà con người Chăm còn thăm viếng, chúc mừng nhau, nhà nào cũng làm bánh, làm cơm đãi khách, khách lạ đến xóm đều được mời ăn uống thỏa thích.fns

## Hội lễ tết
Văn nghệ: Chọn chỉ có các cô gái mới thoát khỏi tục "ga-sâm" (cấm cung), mới được trình bày giọng hát trong sân thánh đường.
Các cô gái, chàng trai nào có giọng hát vút cao, trầm ấm. Tiếng hát của họ ngợi ca tình đoàn kết chiến đấu chống giặc ngoại xâm, tình yêu quê hương, đất nước - con người, nhất là tình yêu nam nữ qua những bài hát sống động truyền thống.
Với trang phục truyền thống, nam nữ thanh niên người Chăm. Các cô gái Chăm tha thướt trong chiếc áo dài, duyên dáng với chiếc khăn maom (khăn thêu). Các chàng trai Chăm trang trọng trong trang phục áo dài karung, quấn xà rông, đội mươt (nón).
Mọi người thưởng thức các món ngon theo khẩu vị truyền thống, cơm nị – cà púa là hai món ăn truyền thống của người Chăm Châu Giang (Châu Đốc, An Giang).